# The Green Pastures

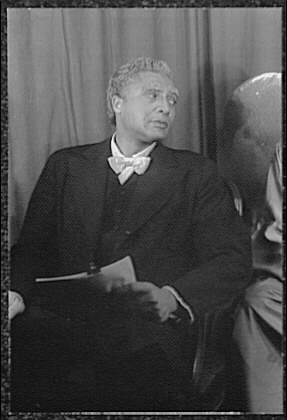
Portret Williama Marshalla, jako "De Lawd" w The Green Pastures

The Green Pastures – sztuka amerykańskiego dramaturga Marca Connelly’ego. Utwór jest oparty na książce Roarka Bradforda Ol’ Man Adam an’ His Chillun. Stanowi zarys historii biblijnej ukazany w realiach amerykańskich. Dramat został wystawiony po raz pierwszy w 1930. Autor otrzymał za niego Nagrodę Pulitzera w dziedzinie dramatu za 1930. Sztuka była bardzo popularna w latach trzydziestych, została też zekranizowana (1936), kiedy jednak powróciła na scenę w 1951 została skrytykowana za powielanie stereotypów rasowych.